# Faridabade
Faridabade (em hindi: फरीदाबाद), também conhecida como Fahridabad, é uma cidade e corporação municipal do distrito de Faridabade, no estado de Harianá, Índia. É o principal polo industrial e populacional do estado.
A cidade foi fundada em 1607 pelo Xeque Farid, um caçador de tesouros de Jahangir, com o objetivo de proteger a estrada que atualmente é a principal rodovia da cidade. O xeque construiu um forte, um tanque e uma mesquita que atualmente estão em ruínas. Depois a cidade se tornou o quartel-general de uma pargana que pertencia ao jagir do governador de Ballabgarh. Faridabade tornou-se o 12.º distrito do estado de Harianá em 15 de agosto de 1979.
Em 2018, Faridabade foi considerada pela OMS como a segunda cidade mais poluída do mundo.

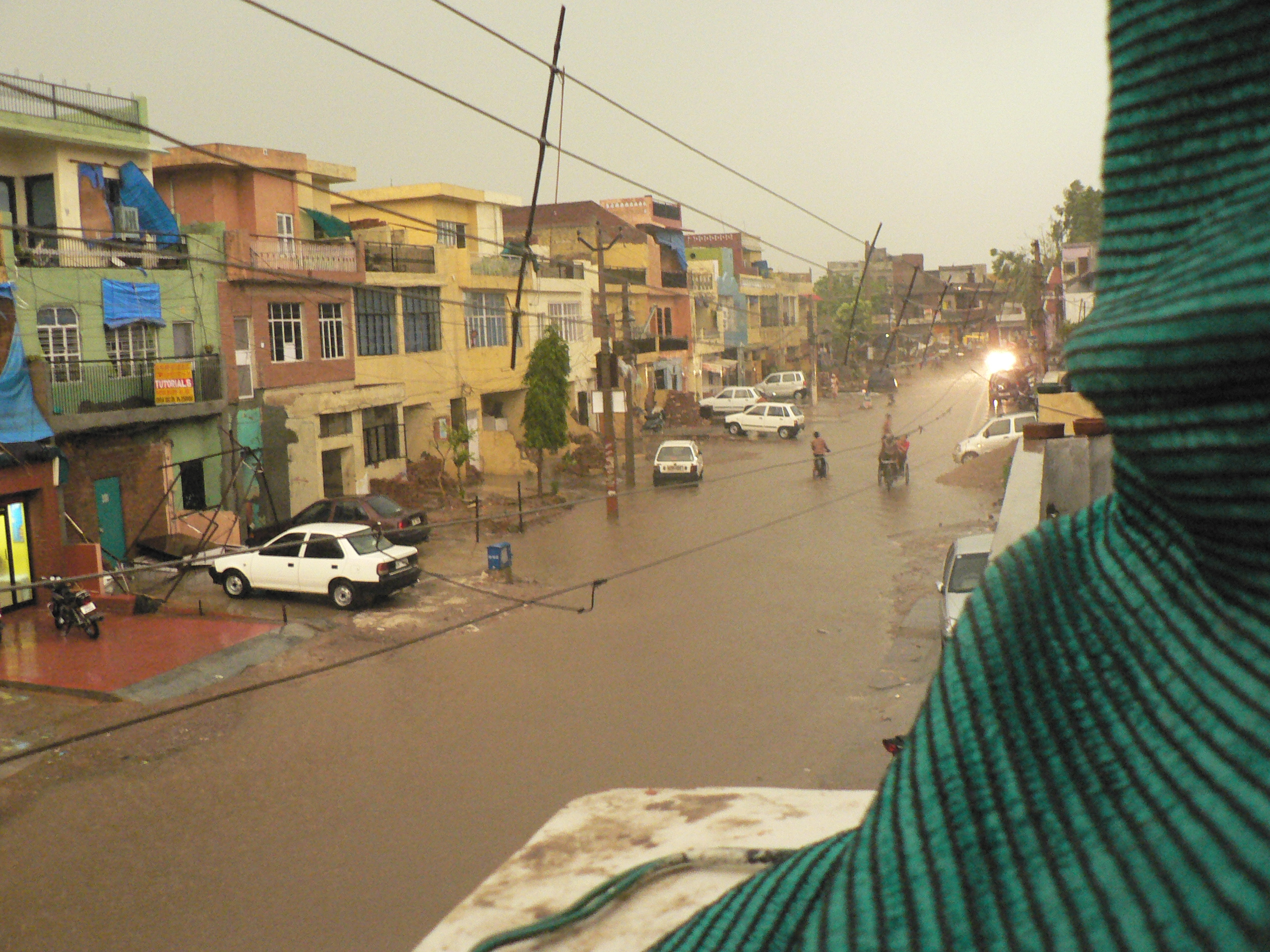
Rua Faridabad